# إسحاق مالييامونغو
كان إسحاق مالييامونغو، (توفي في فبراير 1984) المعروف أيضا باسم إسحاق لوغونزو، ضابط عسكري في جيش أوغندا كواحد من أهم المسؤولين والمؤيدين لعيدي أمين خلال فترة الدكتاتورية العسكرية الأوغندية في الفترة 1971–79. وقد كان مالييامونغو، المولود في زائير، أحد أعضاء انقلاب عام 1971 الذي أتى بأمين للسلطة، وبعد ذلك كان مسؤولا عن قمع المعارضين بصورة وحشية في جميع أنحاء البلد. مترفعا في الرتب، اكتسب مالييامونغو قوة كبيرة وحصل على سمعة مرعبة. كما تولى قيادات هامة خلال الحرب بين أوغندا وتنزانيا، لكنه لم يحقق نجاحًا يذكر في محاربة قوات الدفاع الشعبي التنزانية. وعندما أطاح التنزانيون وحلفاؤهم من المتمردين الأوغنديين بحكومة أمين في عام 1979، فر مالييامونغو إلى زائير، حيث أصبح رجل أعمال. ومات من التسمم في السودان في عام 1984.

## السيرة الذاتية

### النشأة وانقلاب عام 1971

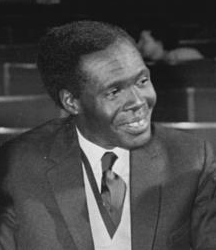
الرئيس ميلتون أوبوتي في عام 1960

كان مالييامونغو، المولود في زائير، مسيحي من إثنية كاكوا وابن عم عيدي أمين. وفي وقت ما، هاجر إلى أوغندا، وحصل على عمل كبواب في مصنع نيانزا للنسيج في جينجا.
انضم إلى الجيش الأوغندي في عام 1967. وبحلول عام 1971، كان مالييامونغو عريفًا وكان كاتب أجور للقوات الجوية الأوغندية في عنتيبي. وقد كان له دور حاسم في انقلاب أمين ضد الرئيس ميلتون أوبوتي، وفي وقت لاحق، زُعم أنه صدم ناقلة جنود مدرعة في مستودع أسلحة هام في العاصمة، كامبالا، خلال الانقلاب، مما يكفل حصول الانقلابيين على أسلحة كافية. وقد اعترض انقلابي آخر، هو موسى غالا، على هذه القصة، وذكر أنه كان سائق ناقلة الجنود المدرعة. وتمثلت المهمة الرئيسية التي اضطلع بها مالييامونغو أثناء الانقلاب في تأمين مطار عنتيبي. ونجح في ذلك بقيادته دبابة من ثكنة ماليري إلى عنتيبي.
بعد الانقلاب الناجح، كان مالييامونغو أحد الضباط الذين عُهد إليهم بإلحاق الهزيمة بمن تبقى من الموالين لأوبوتي، وأن يقوموا بتطهير الجيش الأوغندي من عناصر معادية لأمين. ولهذا الغرض، مُنح «سلطات غير محدودة لإعدام أي شخص في الجيش»، بما في ذلك كبار الضباط. إلى جانب العقيد علي، العقيد موسى، والرائد ماليرا، نجح مالييامونغو في هزيمة المقاومة المسلحة للنظام الجديد، وشرع في قتل مئات من الخصوم السياسيين. وفي وقت لاحق، تفاخر بأنه كان العقل المدبر بمفرده لعمليات القتل الجماعي للمدنيين المشتبه في معارضتهم لأمين.

### مسؤول في عهد عيدي أمين
أصبح مالييامونغو «اليد اليمنى» لأمين، ورقي إلى رتبة مقدم. وقد عين عضوا في مجلس الدفاع، ضابط الأركان العامة الصف الأول المسؤول عن التدريب والعمليات (رئيس أركان الجيش) وقائد مستودع العتاد الحربي في ماغاماغا. والأهم من ذلك أنه كان يرأس وحدة حماية كبار الشخصيات (الحرس الشخصي لأمين ومنفذيه)، كما اضطلع بدور رئيسي في مكتب البحوث التابع للدولة، وهو وكالة الاستخبارات الأوغندية. عرف كـ«الشخص الذي يؤدي المهام البغيضة» عن أمين، كان مالييامونغو والقوات التي كانت تحت قيادته معروفون بأساليبهم المتطرفة في قمع المعارضين المشتبه فيهم. وأُبلغ أنه كان يُخشى من زملائه في مجلس الدفاع بسبب وحشيته، ومن باقي الجيش بسبب سلطاته العظمى وعلاقته الوثيقة بالرئيس أمين. وإلى جانب اللواء مصطفى أدريسي، كان يعتقد أنه يسيطر بفعالية على جميع القوات المسلحة الأوغندية.

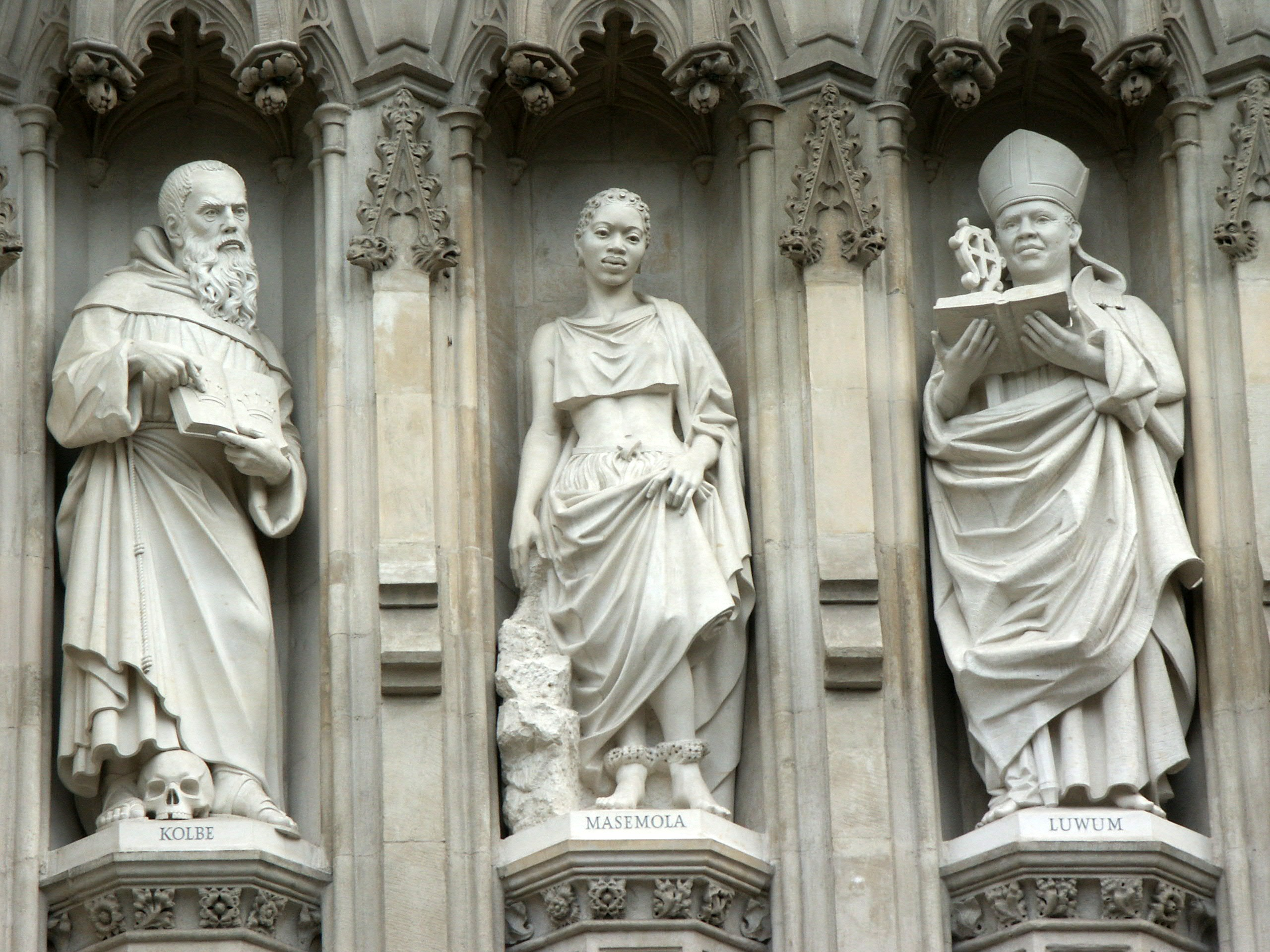
من المحتمل أن يكون مالييامونغو مسؤولاً عن مقتل جاناني لووم (التمثال الأيمن، دير وستمينستر)

ارتبط مالييامونغو بمقتل العديد من الأوغنديين البارزين أثناء حكم أمين. وفي عام 1972، أمر ب«تقطيع» فرانسيس والوغيمبي، رئيس بلدية ماساكا السابق، «إلى إِرَبٍ شتى في سوق [البلدة] على مرأى من العامة». وترأس أيضا المحاكمة الصورية لجاناني لووم، رئيس أساقفة كنيسة أوغندا، وغيره من الزعماء الدينيين في عام 1977. وقد قُتل لووم وكذلك زملاؤه بعد المحاكمة بوقت قصير. ووفقاً لمصطفى أدريسي (نائب رئيس أوغندا آنذاك) ولجنة لحقوق الإنسان، فإن مالييامونغو كان مسؤولاً بصورة مباشرة عن وفاتهم. وتتهمه تقارير الاستخبارات أيضا بقتله كونغو كارومبا، وهو صديق لرئيس وزراء كينيا جومو كينياتا. وأفيد أن زوجة مالييامونغو كانت مدينة لكارومبا، وقتل الأخير خلال خلاف على الديون في يونيو 1974.
على غرار العديد من المسؤولين الرفيعي المستوى الآخرين في عهد أمين، استخدم مالييامونغو سلطته لإثراء نفسه. وعندما أمر أمين بطرد الآسيويين من أوغندا، كان مالييامونغو في لجنة للإشراف على توزيع ثروتهم، مع أخذ الكثير لنفسه.
مع مرور الزمن، زعزعت الانقسامات الداخلية والمشاكل الاقتصادية بصورة متزايدة النظام الوحشي الذي وضعه أمين، على الرغم من القمع الشديد الذي تمارسه سلطات الدولة. وكان أحد سياسات أمين التي أثارت معارضة حتى بين أتباعه الأصليين هو القوة العظمى التي أعطاها لكاكوا والنوبيين، بينما ترك مسؤولين من جماعات عرقية أخرى ناقصة التمثيل. ونتيجة لذلك، حاول فريق من الضباط يقوده العميد تشارلز أروبي الإطاحة بأمين وقتل أتباعه النوبيين/كاكوا، بمن فيهم مالييامونغو. في النهاية، فشلت مؤامرة أروبي. واعتبر مالييامونغو أيضا «هدفا رئيسيا» للاغتيال من قبل المنفيين الأوغنديين، لأنه كان يسيطر على معظم قوات الدبابات التابعة لجيش أوغندا. وبصورة عامة، كانت الحكومة الأوغندية في حالة محفوفة بالمخاطر بحلول عام 1978، لكي تتخذ السلطات إجراءات أكثر صرامة على الإطلاق للبقاء في السلطة. فعلى سبيل المثال، أعلن مالييامونغو (كان حينئذ قد رقي إلى عميد) في خطاب ألقاه في عام 1978 إلى 10,000 مدنيا أنه سيستخدم الدبابات والجرافات لتدمير أي منطقة تعارض الحكومة، موضحا لكل فرد أن النظام «هو أكثر سخونة من قضبان حديدية ساخنة ولا يخشى من التصرف».

### حرب أوغندا – تنزانيا
في أعقاب نشوب حرب أوغندا – تنزانيا والغزو الأوغندي لتنزانيا في أواخر عام 1978، زار مالييامونغو منطقة نتوء كاغيرا المحتلة مع صديقته. أفيد بأنه صُدم عندما شاهد حجم الدمار الذي سببه الجنود الأوغنديون. وقال وهو ينتحب إنه «لا يمكن أن يكون عمل الجيش الأوغندي الذي يعرفه».
بعد فترة وجيزة، تحولت الحرب ضد أوغندا، حيث شنت قوات الدفاع الشعبي التنزانية هجوما مضادا واسع النطاق. وكان مالييامونغو في قيادة الحامية الأوغندية في ماساكا، التي كانت من أهم البلدات في جنوب أوغندا، وبذلك أصبح هدفا للقوات التنزانية المتقدمة. وعلى الرغم من قوتها التي كانت آلافا، فإن القوات الأوغندية في ماساكا كانت تعاني من عدم الانضباط والانقسامات الداخلية. وباستثناء عدد من الاستطلاعات ضد المواقع التنزانية المحيطة بالبلدة، التي أمر بها مالييامونغو في 23 فبراير، كان الدفاع عن ماساكا غير فعال. وقد تمكنت قوات الدفاع الشعبي التنزانية من احتلالها بدون مقاومة تقريبا في 24 فبراير، بينما فر الأوغنديون شمالا. وفي ظل سيطرة تنزانيا على ماساكا، كانت كامبالا مهددة، مما حدا بالرئيس أمين إلى أن يأمر بالهجوم المضاد ووضع مالييامونغو مسؤولاً عن العملية. وفي معركة وقعت في بوكولولا شمال ماساكا، تمكن مالييامونغو من إلحاق الهزيمة بالقوات التنزانية التي أصبحت مفرطة بالثقة بسبب ما حققته من نجاحات حتى الآن. وكان ذلك بمثابة الهزيمة الجادة الوحيدة لقوات الدفاع الشعبي التنزانية في الحرب بأكملها.
على النقيض من ذلك، كان اشتباك مالييامونغو التالي، وهو معركة لوكايا، هزيمة كاملة للجيش الأوغندي. وفي وقت لاحق ادعى ابن الرئيس أمين، جعفر ريمبو أمين، بأن مالييامونغو تلقى رشاوى من قبل التنزانيين ليخسر المعركة، كما اتهمه بالجبن بوضع موقع قيادته على مسافة أميال من الخطوط الأمامية. وفي محاولة لتعزيز الروح المعنوية، انضم مالييامونغو واللواء يوسف غووان في نهاية المطاف إلى قواتهما في خط المواجهة في لوكايا. ولأسباب غير معلومة، كثيرا ما كانت المواقع التي اتخذها الرجلين عرضة لإطلاق صاروخي مفاجئ وكثيف. وحاول الضباط الصغار الأوغنديون إقناع رجالهم بأن التنزانيين ربما كانوا على علم بوجود الجنرالين وأنهم يستهدفونهم بعمليات قصف دقيق. ومع ذلك، شعرت القوات الأوغندية بأن مالييامونغو وغووان كانا رسل سوء الحظ وأطلقوا عليهم اسم «بيسيراني» أو «نذير شؤم». أدرك القائد الأوغندي الرئيسي في لوكايا، غودوين سولي، أن الجنرالين لم يكن لديهم تأثير إيجابي وطلب منهم مغادرة الجبهة. عندما انهار نظام أمين في نهاية المطاف وسقطت كامبالا في يد التنزانيين، فر مالييامونغو عبر الحدود إلى زائير. وأخذ معه جزءًا كبيرًا من ثروته وعمل فيما بعد كرجل أعمال. ثم انتقل إلى السودان حيث توفي بسبب التسمم في فبراير 1984.

## الحياة الشخصية
كان مالييامونغو متعدد اللغات وتحدث كاكوا، السواحلية، الإنجليزية، لوسوغا، لوغاندا، رونيورو، لوو، فضلا عن لغات أخرى. بسبب وحشيته، اعتُبر أنه «ربما يكون مضطرب نفسياً».
كان متزوجا، وكان له ابن اسمه سامسون.

### استشهادات
1. ↑  State Department 2005، SUBJECT: AMIN TOURS BORDER AREA.
2. ↑  State Department 2005، SUBJECT: ARMY PROMOTIONS.
3. 1 2 3  Cooper & Fontanellaz 2015، صفحة 30.
4. 1 2 3 4 5  Michael Mubangizi (16 فبراير 2006). "Not even an archbishop was spared". The Weekly Observer. مؤرشف من الأصل في 2007-10-12.
5. 1 2  "In Uganda, Dead, Dead, Dead, Dead". New York Times. 12 سبتمبر 1977. مؤرشف من الأصل في 2019-03-30. اطلع عليه بتاريخ 2019-02-03.
6. ↑  Legum 1979، صفحة B-445.
7. 1 2  Jaffar Rembo Amin (14 أبريل 2013). "How Amin's commander betrayed Ugandan fighters to Tanzanians". Daily Monitor. مؤرشف من الأصل في 2019-03-30. اطلع عليه بتاريخ 2018-12-18.
8. ↑  State Department 2005، SUBJECT: AMIN PROMOTES ARMY OFFICERS; "ISRAELI SPY" ARRESTED.
9. ↑  Lindemann 2014، صفحة 110.
10. 1 2 3 4 5  Watuwa Timbiti (12 فبراير 2015). "Luwum murder: What witnesses said". New Vision. مؤرشف من الأصل في 2019-03-30. اطلع عليه بتاريخ 2018-12-18.
11. 1 2  Rwehururu 2002، صفحة 50.
12. 1 2  Faustin Mugabe (5 مارس 2016). "I knocked the armoury door to begin 1971 coup". Daily Monitor. مؤرشف من الأصل في 2018-09-26. اطلع عليه بتاريخ 2018-12-18.
13. 1 2  Ravenhill 1974، صفحة 241.
14. ↑  Fredrick M. Masiga (8 مايو 2011). "Bare Knuckles: History; Of bad leaders who have poor advisers". Daily Monitor. مؤرشف من الأصل في 2019-03-30. اطلع عليه بتاريخ 2018-12-18.
15. 1 2  Reid 2017، صفحة 63.
16. 1 2 3 4  Hutchins Center 1975، صفحة 10.
17. ↑  Munnion 1995، صفحة 268.
18. ↑  Dualeh 1994، صفحة 62.
19. ↑  Mwakikagile 2014، صفحة 298.
20. 1 2  Southall 1980، صفحة 638.
21. ↑  Dualeh 1994، صفحات 55, 62.
22. ↑  Munnion 1995، صفحة 269.
23. ↑  Dualeh 1994، صفحة 55.
24. ↑  Hutchins Center 1975، صفحة 18.
25. ↑  Moses Walubiri؛ Richard Drasimaku (14 مايو 2014). "Mustafa Adrisi: Life during and after exile". New Vision. مؤرشف من الأصل في 2019-03-29. اطلع عليه بتاريخ 2018-12-18.
26. 1 2  Amos Kareithi (30 سبتمبر 2018). "Why Uganda's Idi Amin rejected Jomo's free flight offer from Nairobi". Standard. مؤرشف من الأصل في 2019-11-05. اطلع عليه بتاريخ 2019-01-27.
27. ↑  Henry Lubega (6 يوليو 2016). "I refused to loot Asians property". Daily Monitor. مؤرشف من الأصل في 2019-03-30. اطلع عليه بتاريخ 2018-12-18.
28. 1 2  Timothy Kalyegira (26 أغسطس 2012). "Byanyima's view of Amin: Time to settle the question". Daily Monitor. مؤرشف من الأصل في 2019-03-30. اطلع عليه بتاريخ 2018-12-18.
29. ↑  Southall 1980، صفحة 637.
30. ↑  Faustin Mugabe (5 يوليو 2015). "Senior officers Arube, Aseni attempt to overthrow Amin – Part I". Daily Monitor. مؤرشف من الأصل في 2019-03-30. اطلع عليه بتاريخ 2018-12-18.
31. ↑  State Department 2005، SUBJECT: UGANDA COUP PLANS.
32. ↑  "Mystery of mass murder and rape in the Kagera Salient". Daily Monitor. 12 أبريل 2009. مؤرشف من الأصل في 2018-10-10. اطلع عليه بتاريخ 2018-12-18.
33. 1 2  Rwehururu 2002، صفحات 114–115.
34. ↑  Cooper & Fontanellaz 2015، صفحات 30–31.
35. ↑  Ben Musuya؛ Henry Lubega (3 مايو 2014). "Musuya: The Tanzanian general who ruled Uganda for three days". Daily Monitor. مؤرشف من الأصل في 2019-04-01. اطلع عليه بتاريخ 2018-12-18.
36. ↑  Rwehururu 2002، صفحة 125.
37. ↑  Africana 1981، صفحة B-352.
38. ↑  "Who killed Acholi, Langi soldiers ?". Daily Monitor. 21 أبريل 2009. مؤرشف من الأصل في 2019-03-30. اطلع عليه بتاريخ 2018-12-18.
39. ↑  Derrick Kiyonga (14 نوفمبر 2018). "Justice Kasule's journey from Idi Amin to Museveni". The Observer. مؤرشف من الأصل في 2019-03-30. اطلع عليه بتاريخ 2018-12-18.
40. ↑  Jaffar Remo Amin (28 أبريل 2013). "Gadaffi's plane picks Amin from Arua". Daily Monitor. مؤرشف من الأصل في 2018-10-06. اطلع عليه بتاريخ 2018-12-18.

### الأعمال المستشهد بها
- Africa Contemporary Record: Annual Survey and Documents, Volume 12. New York: Africana Publishing Company. 1981. OCLC:632312466.
- Cooper، Tom؛ Fontanellaz، Adrien (2015). Wars and Insurgencies of Uganda 1971–1994. سوليهل: Helion & Company Limited. ISBN:978-1-910294-55-0.
- Dualeh، Hussein Ali (1994). From Barre to Aideed: Somalia : the agony of a nation. Nairobi: Stellagraphics. {{استشهاد بكتاب}}: الوسيط |ref=harv غير صالح (مساعدة)
- "From Racism to Genocide: Extracts from Report of the International Commission of Jurists". Transition. Indiana University Press; Hutchins Center for African and African American Research at Harvard University ع. 49: 8–12, 14–16, 18–19. 1975. JSTOR:2934888.
- Idi Amin. 2,370 Pages of White House, State Department, National Security Council, British Foreign and Commonwealth Office, and British Prime Minister's Cabinet Office files on Idi Amin. Washington, D.C.: وزارة خارجية الولايات المتحدة. 2005.
- Legum، Colin، المحرر (1979). Africa Contemporary Record: Annual Survey and Documents. New York: Africana Publishing Company. ج. 10. ISBN:9780841901599. مؤرشف من الأصل في 2014-06-27. {{استشهاد بكتاب}}: الوسيط |ref=harv غير صالح (مساعدة)
- Lindemann، Stefan (2014). Elite Bargains and the Politics of War and Peace in Uganda and Zambia (PDF). London: ProQuest Dissertations and Theses. مؤرشف من الأصل (PDF) في 2018-12-20. {{استشهاد بكتاب}}: الوسيط |ref=harv غير صالح (مساعدة)
- Munnion، Christopher (1995). Banana Sunday: datelines from Africa. William Waterman Publications. {{استشهاد بكتاب}}: الوسيط |ref=harv غير صالح (مساعدة)
- Mwakikagile، Godfrey (2014). Statecraft and Nation Building in Africa: A Post-colonial Study. Dar es Salaam: New Africa Press. مؤرشف من الأصل في 2019-12-10. {{استشهاد بكتاب}}: الوسيط |ref=harv غير صالح (مساعدة)
- Ravenhill، F. J. (أبريل 1974). "Military Rule in Uganda: The Politics of Survival". African Studies Review. Cambridge University Press. ج. 17 ع. 1: 229–260. JSTOR:523588.
- Reid، Richard J. (2017). A History of Modern Uganda. Cambridge: Cambridge University Press. مؤرشف من الأصل في 2019-12-10. {{استشهاد بكتاب}}: الوسيط |ref=harv غير صالح (مساعدة)
- Rwehururu، Bernard (2002). Cross to the Gun. Kampala: Monitor. OCLC:50243051. {{استشهاد بكتاب}}: الوسيط |ref=harv غير صالح (مساعدة)
- Southall، Aidan (ديسمبر 1980). "Social Disorganisation in Uganda: Before, during, and after Amin". The Journal of Modern African Studies. Cambridge University Press. ج. 18 ع. 4: 627–656. JSTOR:160801.